# Distrito electoral federal 6 de Tamaulipas
El VI Distrito Electoral Federal de Tamaulipas es uno de los 300 Distritos Electorales en los que se encuentra dividido el territorio de México y uno de los 9 en los que se divide el estado de Tamaulipas. Su cabecera es Ciudad Mante.
Está formado por los municipios de Abasolo, Antiguo Morelos, Bustamante, Casas, El Mante, Llera, Gómez Farias, González, Jaumave, Jiménez, Miquihuana, Nuevo Morelos, Ocampo, Palmillas, Soto la Marina, Tula y Xicoténcatl.

## Distritaciones anteriores

### Distritación 1996 - 2005
Entre 1996 y 2005 el Sexto Distrito se localizaba en la zona sur del estado, y lo conformaban únicamente los municipios de Antiguo Morelos, González, Gómez Farías, Llera, El Mante, Nuevo Morelos, Ocampo, Tula y Xicoténcatl; su cabecera era Ciudad Mante.

## Diputados por el distrito
| Diputado                          | Grupo parlamentario | Legislatura | Periodo       |
| --------------------------------- | ------------------- | ----------- | ------------- |
| Hugo Eduardo Barba Islas          |                     | LI          | 1979 - 1982   |
| Benito Ignacio Santamaría Sánchez |                     | LII         | 1982 - 1985   |
| Luis Nájera Olvera                |                     | LIII        | 1985 - 1988   |
| Julián Murillo Navarro            |                     | LIV         | 1988 - 1991   |
| Jesús Suárez Mata                 |                     | LV          | 1991 - 1994   |
| Jesús Olvera Méndez               |                     | LVI         | 1994 - 1997   |
| José Ernesto Manrique Villarreal  |                     | LVII        | 1997 - 2000   |
| Enrique Meléndez Pérez            |                     | LVIII       | 2000 - 2003   |
| Óscar Martín Ramos Salinas        |                     | LIX         | 2003 - 2006   |
| Enrique Cárdenas del Avellano     |                     | LX          | 2006 - 2009   |
| Alejandro Guevara Cobos           |                     | LXI         | 2009 - 2012   |
| Rosalba de la Cruz Requena        |                     | LXII        | 2012 - 2015   |
| Alejandro Guevara Cobos           |                     | LXIII       | 2015 - 2018   |
| Vicente Javier Verastegui Ostos   |                     | LXIV        | 2018 - 2021   |
| Marco Antonio Castro Narváez      |                     | LXV         | 2021 - 2024   |
| Blanca Narro Panameño             |                     | LXVI        | 2024-presente |